# Skerike socken
Skerike socken (uttalas [schærke])i Västmanland ingick i Norrbo härad, uppgick 1952 i Västerås stad och är sedan 1971 en del av Västerås kommun, från 2016 inom Skerike, Önsta och Gideonsbergs distrikt.
Socknens areal var 22,60 kvadratkilometer, varav 22,50 land.  År 2000 fanns här 5 835 invånare. En del av Västerås samt sockenkyrkan Skerike kyrka ligger i socknen.

## Administrativ historik
Skerike socken har medeltida ursprung.
Vid kommunreformen 1862 övergick socknens ansvar för de kyrkliga frågorna till Skerike församling och för de borgerliga frågorna till Skerike landskommun. Landskommunens inkorporerades 1952 i Västerås stad som 1971 ombildades till Västerås kommun. Församlingen namnändrades 1962 till Västerås Skerike församling. Ur församlingen utbröts 1991 Gideonsbergs församling och Önsta församling och församlingen uppgick 2006 i Skerike-Gideonsbergs församling, vilken 2014 delades och de två församlingarna återuppstod.
1 januari 2016 inrättades distrikten Skerike, Gideonsberg och Önsta, med samma omfattning som motsvarande församlingar hade 1999/2000 och fick 1991, och vari detta sockenområde ingår.
Socknen har tillhört fögderier, tingslag och domsagor enligt vad som beskrivs i artikeln Norrbo härad.  De indelta soldaterna tillhörde Västmanlands regemente, Västerås kompani, Livregementets grenadjärkår, Västerås kompani och Livkompaniet.

## Geografi
Skerike socken ligger nordväst om Västerås kring Svartån. Socknen är en småkuperad slättbygd i söder, mer skogrik västerut.

## Fornlämningar
Från järnåldern finns spridda gravar, en rest sten och två större gravhögar.

## Namnet
Namnet (1306, Skedherghe) kommer från kyrkbyn. Namnet tolkning är oklar, efterleden innehåller harg eller härghe.
Socknen benämndes före 1962 även Skerikets socken.
Ortnamnet Skerike ska när det uttalas rimma på Närke; [ɧærke].

## Befolkningsutveckling
| Befolkningsutvecklingen i Skerike socken 1750–1950                                                      | Befolkningsutvecklingen i Skerike socken 1750–1950 | Befolkningsutvecklingen i Skerike socken 1750–1950 | Befolkningsutvecklingen i Skerike socken 1750–1950 | Befolkningsutvecklingen i Skerike socken 1750–1950 |
| --- | -------------------------------------------------- | -------------------------------------------------- | -------------------------------------------------- | -------------------------------------------------- |
| |                                                    |                                                    |                                                    |                                                    |
| År |                                                    |                                                    | Folkmängd                                          |                                                    |
| 1750 | 1750                                               |                                                    | 336                                                |                                                    |
| 1760 | 1760                                               |                                                    | 349                                                |                                                    |
| 1769 | 1769                                               |                                                    | 375                                                |                                                    |
| 1780 | 1780                                               |                                                    | 374                                                |                                                    |
| 1790 | 1790                                               |                                                    | 387                                                |                                                    |
| 1800 | 1800                                               |                                                    | 402                                                |                                                    |
| 1810 | 1810                                               |                                                    | 420                                                |                                                    |
| 1820 | 1820                                               |                                                    | 418                                                |                                                    |
| 1830 | 1830                                               |                                                    | 405                                                |                                                    |
| 1840 | 1840                                               |                                                    | 428                                                |                                                    |
| 1850 | 1850                                               |                                                    | 429                                                |                                                    |
| 1860 | 1860                                               |                                                    | 415                                                |                                                    |
| 1870 | 1870                                               |                                                    | 452                                                |                                                    |
| 1880 | 1880                                               |                                                    | 448                                                |                                                    |
| 1890 | 1890                                               |                                                    | 428                                                |                                                    |
| 1900 | 1900                                               |                                                    | 391                                                |                                                    |
| 1910 | 1910                                               |                                                    | 371                                                |                                                    |
| 1920 | 1920                                               |                                                    | 366                                                |                                                    |
| 1930 | 1930                                               |                                                    | 355                                                |                                                    |
| 1940 | 1940                                               |                                                    | 315                                                |                                                    |
| 1950 | 1950                                               |                                                    | 296                                                |                                                    |
| Anm: Källor: Umeå universitet - Tabellverket 1749-1859, Demografiska databasen, CEDAR, Umeå universitet |                                                    |                                                    |                                                    |                                                    |